# 網子棋
網子棋（韓語：그물고누），是流傳於韓國的兩人跳棋遊戲。

## 棋具
- 棋盤為兩橫五豎的橫縱線交叉，再交叉對角線，四邊中點互連，組成共十七個棋點。

- 以兩色棋子區分敵我，每方棋子五枚。

## 規則
- 棋子皆放在棋點上。每方棋子放在離己方左側兩線，三子放於最左側線、兩子放於次左線中間兩點。

- 任何棋子皆須需棋盤上的斜縱橫線移動。

- 每回合玩家可用一枚己棋選擇二種行動之一：
  - 跳行與跳吃：跳過一枚鄰點的任何方棋落到同方向的緊連空點，不可連跳，再將跳過的敵棋移出棋盤。不會觸發夾吃。
  - 走子：移動到空鄰點。
    - 夾吃：若主動時將一枚敵棋夾住，則吃掉該敵棋。
- 消滅所有敵棋者獲勝[1]。